# Azerbejdżan na Letnim Olimpijskim Festiwalu Młodzieży Europy 2019
Azerbejdżan na Letnim Olimpijskim Festiwalu Młodzieży Europy 2019 – reprezentacja Azerbejdżanu na rozegranym w dniach 21–27 lipca 2019 roku letnim olimpijskim festiwalu młodzieży Europy. Skład liczył 122 sportowców, którzy wystąpili w dziesięciu dyscyplinach.
Chorążym podczas ceremonii otwarcia festiwalu został zapaśnik – Vüqar Talıbov.

## Medaliści
| Medal  | Zawodnik              | Konkurencja                     | Dyscyplina          | Data     |        |
| ------ | --------------------- | ------------------------------- | ------------------- | -------- | ------ |
| złoto  | Murad Haqverdiyev     | 45 kg w stylu wolnym (M)        | Zapasy              | 21 lipca | [ 3 ]  |
| złoto  | Fərid Sadıxlı         | 45 kg w stylu klasycznym (M)    | Zapasy              | 21 lipca | [ 4 ]  |
| złoto  | Qurban Qurbanov       | 48 kg w stylu klasycznym (M)    | Zapasy              | 22 lipca | [ 5 ]  |
| złoto  | Həsrət Cəfərov        | 60 kg w stylu klasycznym (M)    | Zapasy              | 22 lipca | [ 6 ]  |
| złoto  | Kənan Heybətov        | 51 kg w stylu wolnym (M)        | Zapasy              | 23 lipca | [ 7 ]  |
| złoto  | Cəbrayıl Hacıyev      | 65 kg w stylu wolnym (M)        | Zapasy              | 23 lipca | [ 8 ]  |
| złoto  | Elmir Əliyev          | 51 kg w stylu klasycznym (M)    | Zapasy              | 23 lipca | [ 9 ]  |
| złoto  | Xasay Həsənli         | 65 kg w stylu klasycznym (M)    | Zapasy              | 23 lipca | [ 10 ] |
| złoto  | Turan Bayramov        | 60 kg (M)                       | Judo                | 24 lipca | [ 11 ] |
| złoto  | Hüseyn Məmmədov       | +90 kg (M)                      | Judo                | 26 lipca | [ 12 ] |
| srebro | Əbülfəz Nəsirov       | 55 kg w stylu wolnym (M)        | Zapasy              | 21 lipca | [ 13 ] |
| srebro | Sabir Cəfərov         | 60 kg w stylu wolnym (M)        | Zapasy              | 22 lipca | [ 14 ] |
| srebro | Gültəkin Şirinova     | 46 kg (K)                       | Zapasy              | 22 lipca | [ 15 ] |
| srebro | Mərziyə Sadıqova      | 61 kg (K)                       | Zapasy              | 22 lipca | [ 16 ] |
| srebro | Elnurə Məmmədova      | 53 kg (K)                       | Zapasy              | 23 lipca | [ 17 ] |
| srebro | Vüqar Talıbov         | 73 kg (M)                       | Judo                | 25 lipca | [ 18 ] |
| srebro | Səməd Məmmədli        | Ćwiczenia na koniu z łękami (M) | Gimnastyka sportowa | 26 lipca | [ 19 ] |
| brąz   | Nihat Məmmədli        | 55 kg w stylu klasycznym (M)    | Zapasy              | 21 lipca | [ 20 ] |
| brąz   | Mircavad Nəbiyev      | 48 kg w stylu wolnym (M)        | Zapasy              | 22 lipca | [ 21 ] |
| brąz   | Nigar Mirzəzadə       | 65 kg (K)                       | Zapasy              | 23 lipca | [ 22 ] |
| brąz   | Şükran Zamanlı        | 55 kg (M)                       | Judo                | 24 lipca | [ 23 ] |
| brąz   | Gülşən Bəşirova       | 44 kg (K)                       | Judo                | 24 lipca | [ 24 ] |
| brąz   | Məhərrəm İmamverdiyev | 81 kg (M)                       | Judo                | 26 lipca | [ 25 ] |

| Medale według dni | Medale według dni | Medale według dni | Medale według dni | Medale według dni | Medale według dni |
| Dzień             | Data              | złoto             | srebro            | brąz              | Razem             |
| ----------------- | ----------------- | ----------------- | ----------------- | ----------------- | ----------------- |
| 1                 | 21 lipca          | 2                 | 1                 | 1                 | 4                 |
| 2                 | 22 lipca          | 2                 | 3                 | 1                 | 6                 |
| 3                 | 23 lipca          | 4                 | 1                 | 1                 | 6                 |
| 4                 | 24 lipca          | 1                 | 0                 | 2                 | 3                 |
| 5                 | 25 lipca          | 0                 | 1                 | 0                 | 1                 |
| 6                 | 26 lipca          | 1                 | 1                 | 1                 | 3                 |
| 7                 | 27 lipca          | 0                 | 0                 | 0                 | 0                 |
| Razem             | Razem             | 10                | 7                 | 6                 | 23                |

| Medale według dyscyplin | Medale według dyscyplin | Medale według dyscyplin | Medale według dyscyplin | Medale według dyscyplin | Medale według dyscyplin |
| Dyscyplina              | złoto                   | srebro                  | brąz                    | Razem                   |                         |
| ----------------------- | ----------------------- | ----------------------- | ----------------------- | ----------------------- | ----------------------- |
| Gimnastyka sportowa     | 0                       | 1                       | 0                       | 1                       |                         |
| Judo                    | 2                       | 1                       | 3                       | 6                       |                         |
| Zapasy                  | 8                       | 5                       | 3                       | 16                      |                         |
| Razem                   | 10                      | 7                       | 6                       | 23                      |                         |